# アグレッサー部隊
アグレッサー部隊（アグレッサーぶたい、英語: Aggressor squadron）とは、軍の演習・訓練において、敵部隊をシミュレートする役割を持った専門の飛行隊(squadron)のことである。
“アグレッサー(Aggressor)”とは英語で「侵略（国）側」を意味する単語である。なおアメリカ海軍ではアドバーサリー（Adversary、「敵」の意味）部隊と呼称される。

## 概要

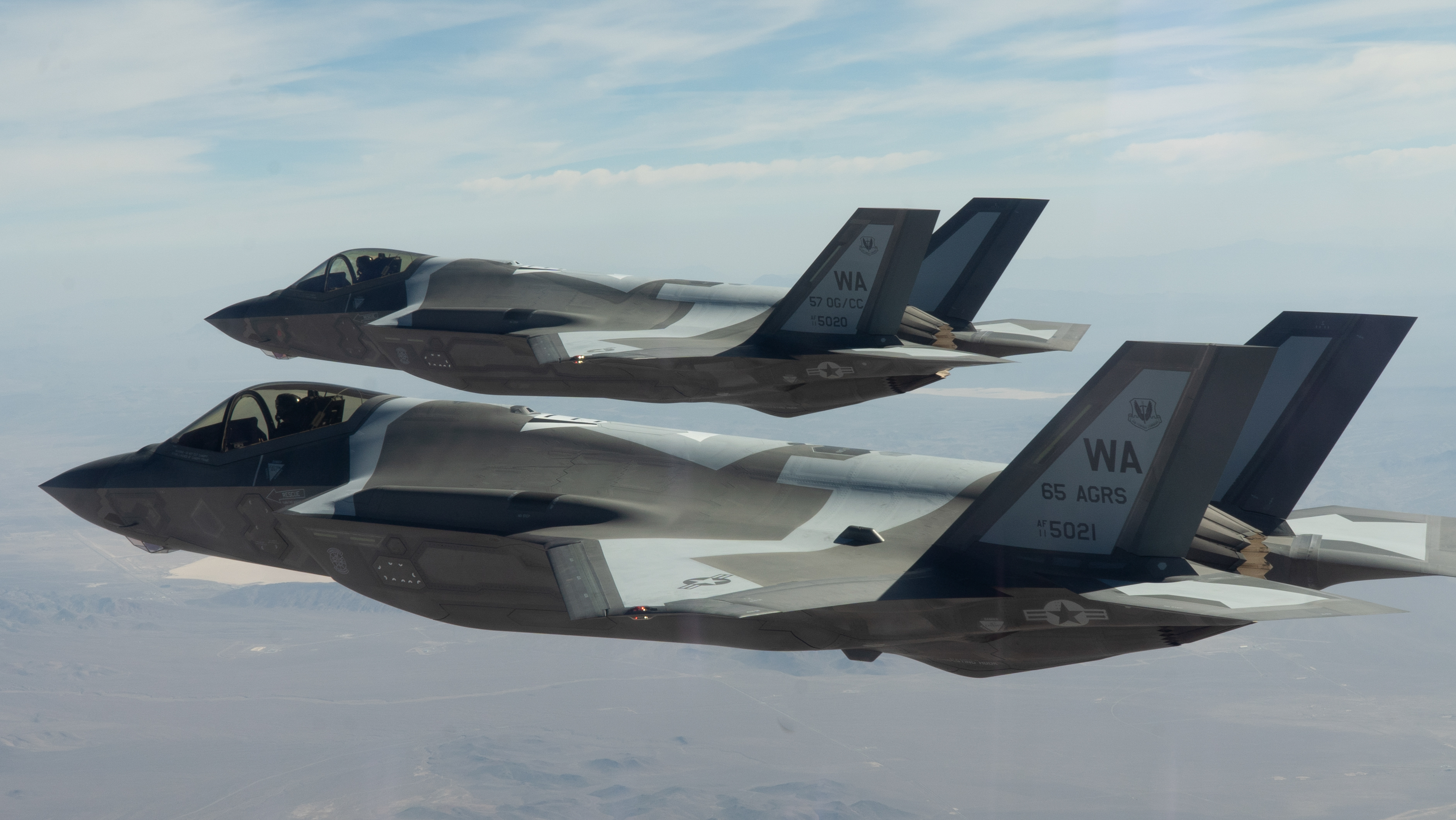
アメリカ空軍第65アグレッサー飛行隊所属のF-35A

戦闘機部隊は日々の任務に加えて資格取得の勉強に時間を取られているため、自軍に新たに導入された機材や諸外国の戦術変化に応じた戦闘技術を研究・開発する余裕はなく、また研究・開発を部隊ごとに個別に行うのは効率が悪い。アグレッサー部隊はこれを専門的に行い、生み出された成果を元に一般部隊を訓練することで軍全体のレベルを上げることが役割である。ただし、このような専門の部隊を保有するのはアメリカ空軍や海軍程度で、ほとんどの国では実戦部隊や訓練部隊の一部が兼任していることが多い。また、現在ではATACやドラケン・インターナショナルのように民間軍事会社が行うこともある。
教官役でもあり、自軍のセオリーとは異なった戦術を理解・把握するだけでなく、演習では仮想敵機として実演する必要があるため、優秀な人員が割り当てられ、エリート部隊となっている。また、アメリカ軍などにおいては、敵役をシミュレートするのみならず、鹵獲もしくは購入した仮想敵国の兵器を用いている場合がある。

## 各国のアグレッサー部隊

### 日本

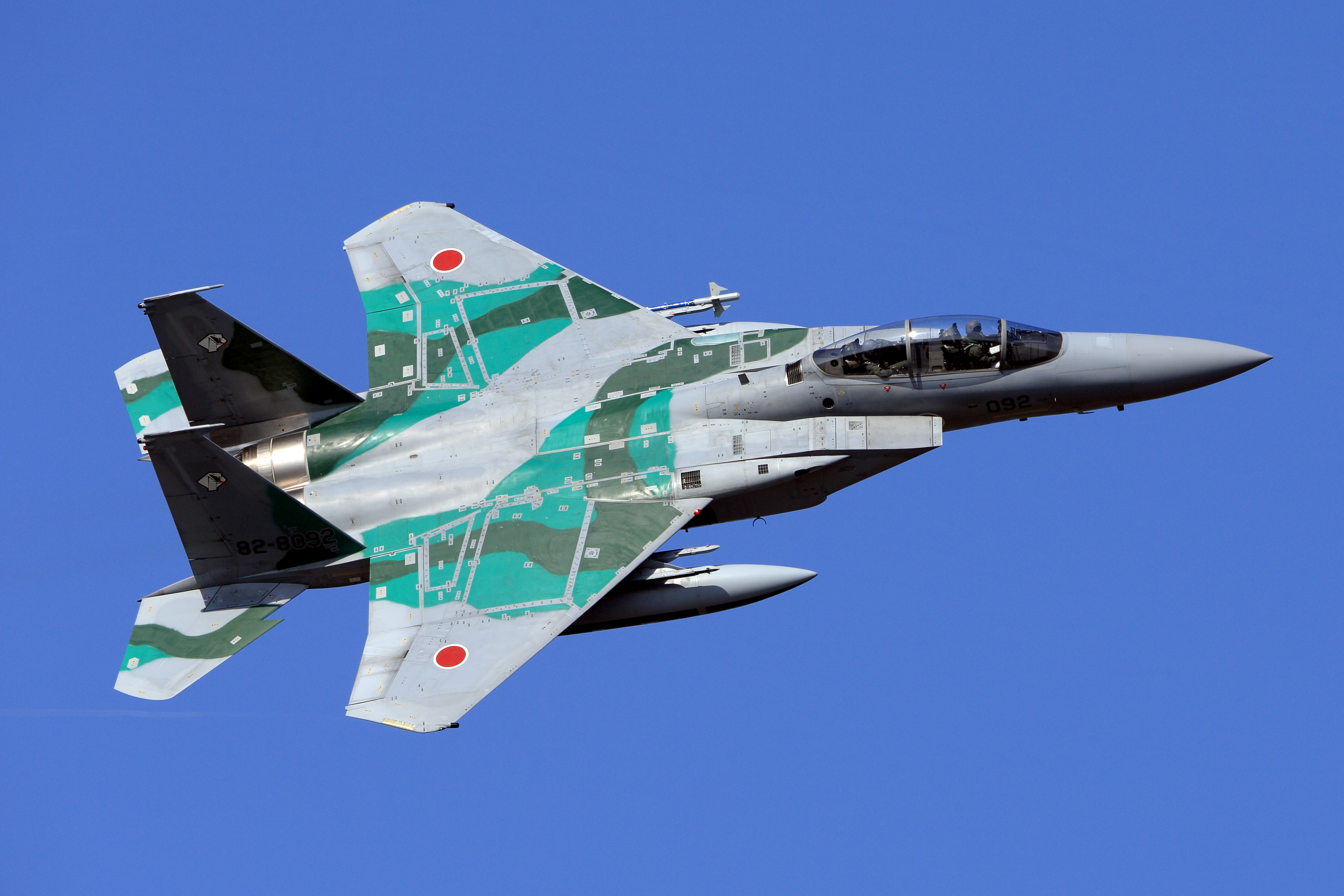
航空自衛隊飛行教導群所属機（2014年）

航空自衛隊

航空自衛隊では同様の部隊として飛行教導群(旧飛行教導隊)を編成しており、当初はT-2を使用していた。F-15の導入開始とT-2の空中分解事故が発生したことにより、現在はF-15J/DJを利用して訓練に参加している。同部隊では敵の動きに対してどう動くかを理詰めで考えさせ「敵機が見えなかった」と言い訳ができないよう敢えて視認性が高い「識別塗装」が施されている。
旧日本軍

旧日本軍では帝国陸軍の航空審査部飛行実験部（旧飛行実験部実験隊）が、他国と同様に不時着や占領地で入手ないし、同盟国などから購入（輸入）した機体を技術研究や戦技教育に利用していた。黒江保彦は、中国戦線で鹵獲したP-51を駆って、各地の飛行戦隊において模擬空中戦を行い対P-51の訓練を行っていた。

### アメリカ

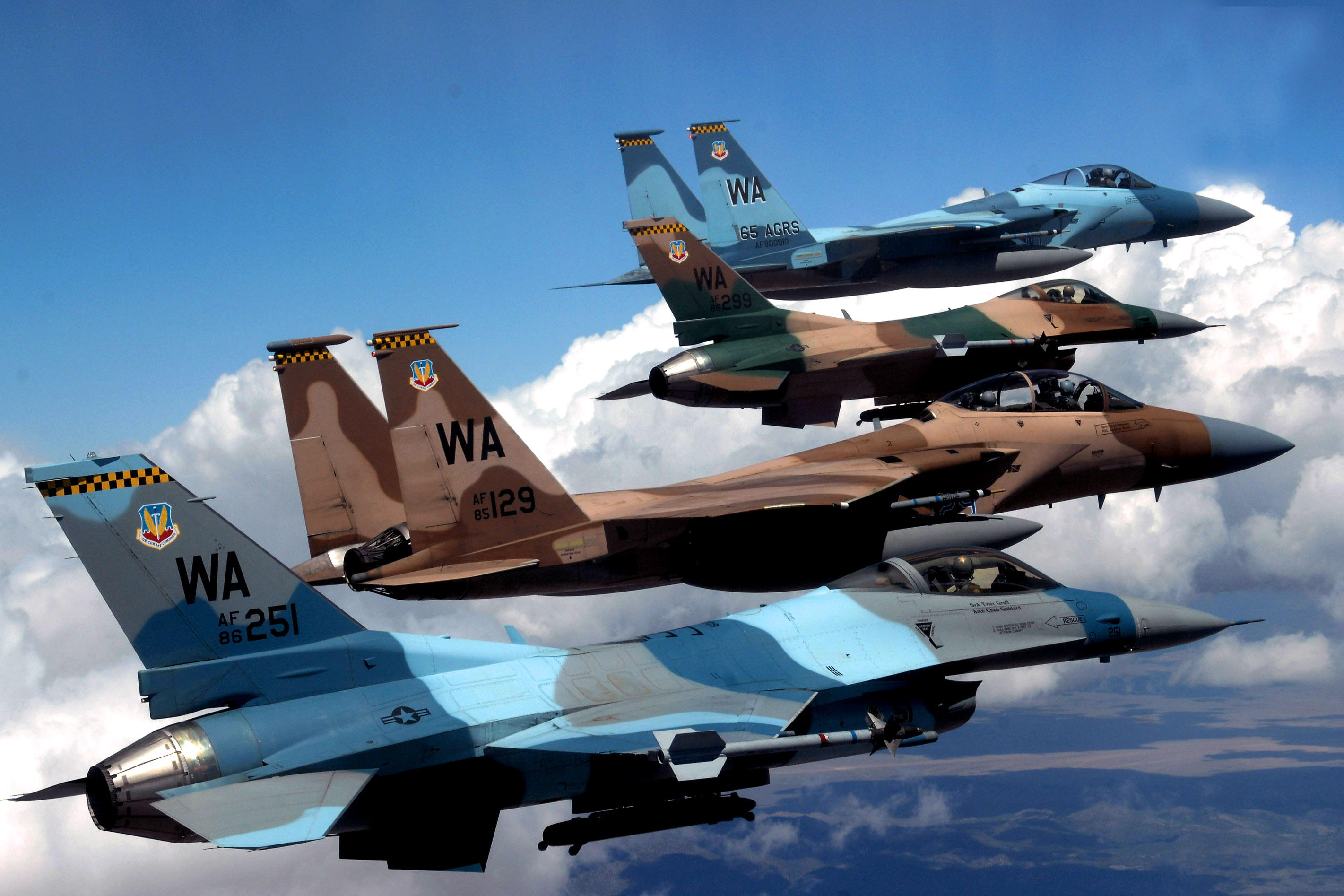
アメリカ空軍第64アグレッサー飛行隊、および第65アグレッサー飛行隊所属のF-15とF-16

アメリカ空軍
アメリカ空軍においては、ネバダ州ラスベガスネリス基地の第57航空団隷下の第64および第65アグレッサー飛行隊、アラスカ州アイルソン空軍基地の第354戦闘航空団隷下での第18アグレッサー飛行隊の3飛行隊が編成されている。第64，65両飛行隊は冷戦終結に伴い一度は活動を停止、代わって第414戦闘訓練飛行隊が編成されたが、その後第64アグレッサー飛行隊は2003年に第414戦闘訓練飛行隊のF-16を移管されて活動を再開し、また第65アグレッサー飛行隊も2005年に余剰となったF-15を受領して再編された。第414戦闘訓練飛行隊は現在ではレッドフラッグ演習の運営を担当している。
第18アグレッサー飛行隊は前身の部隊はF-16ブロック40を装備する第18戦闘飛行隊であったが、2006年に当時アラスカ州周辺で行われていた大規模軍事演習コープ・サンダー（Cope Thunder）がレッド・フラッグ・アラスカ（Red Flag Alaska）へと名称が変更になることを受け、在韓米軍で同じくF-16を運用していた第35戦闘飛行隊および第80戦闘飛行隊からブロック30の機体を受領し、第18アグレッサー飛行隊として再編された。レッドフラッグ・アラスカでの敵軍模倣（アグレッサー任務）だけに限らず、飛行隊ごと移動して太平洋・アジア地域に展開する米軍部隊に対して教導任務を行っている。
なお、かつて第4477試験評価飛行隊に所属していたMiG-17やMiG-21、MiG-23などロシア製装備もアグレッサー機として使用されていた。

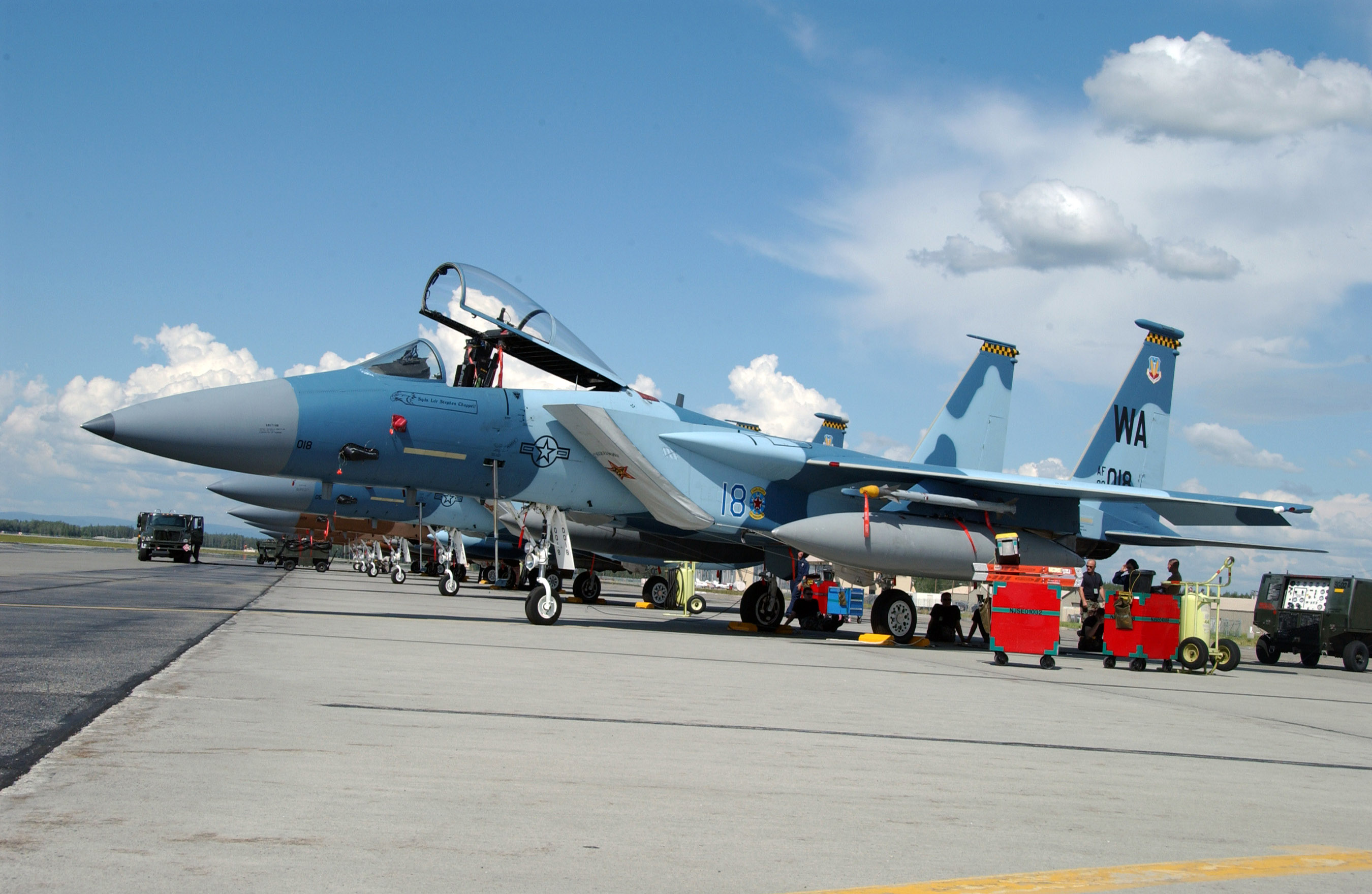
第65アグレッサー飛行隊所属機（2007年）
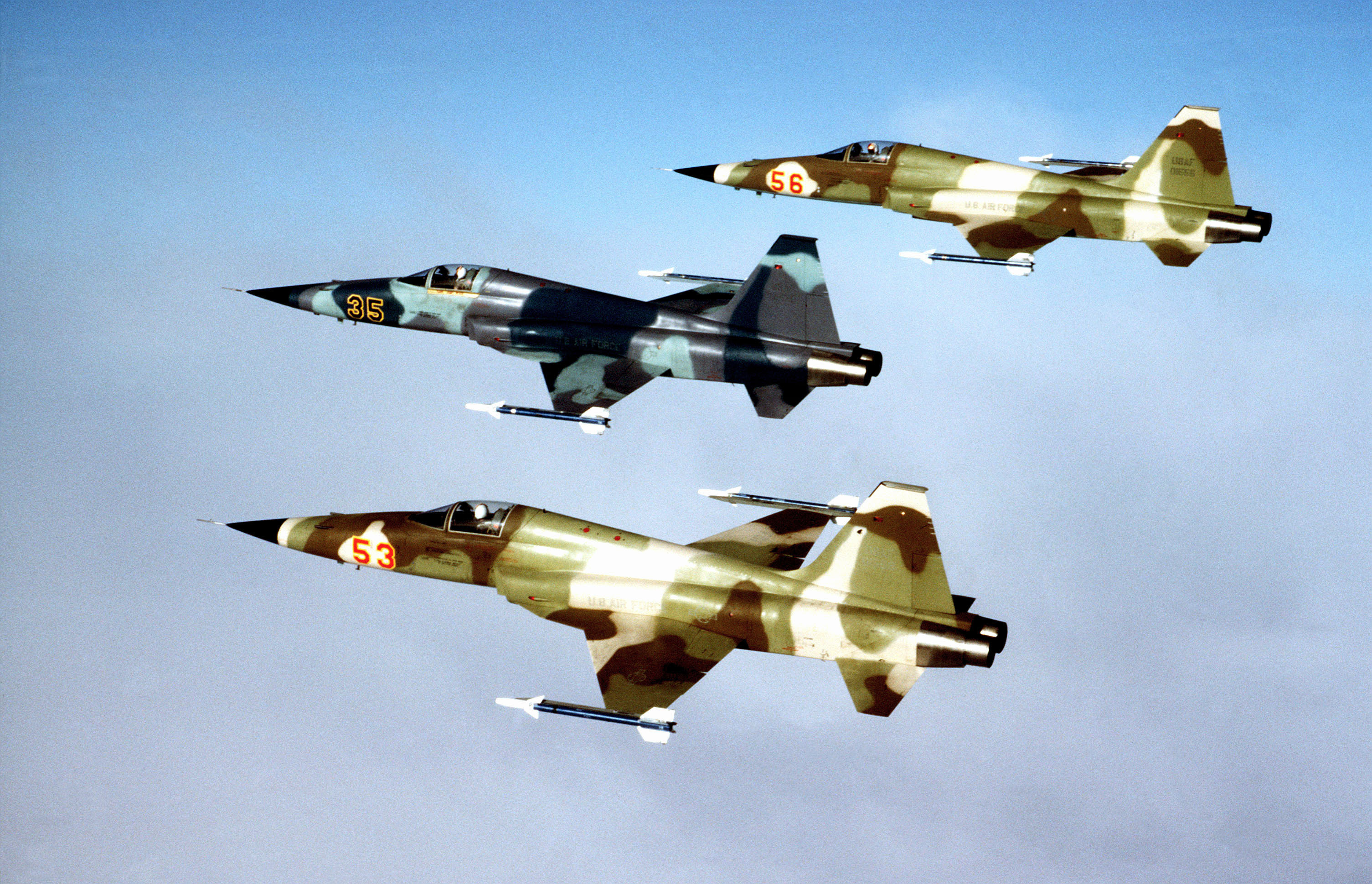
F-5Eアグレッサー戦闘機 アメリカ空軍ではF-5は退役したが、アメリカ海軍などでは現在もアグレッサー機として使用されている
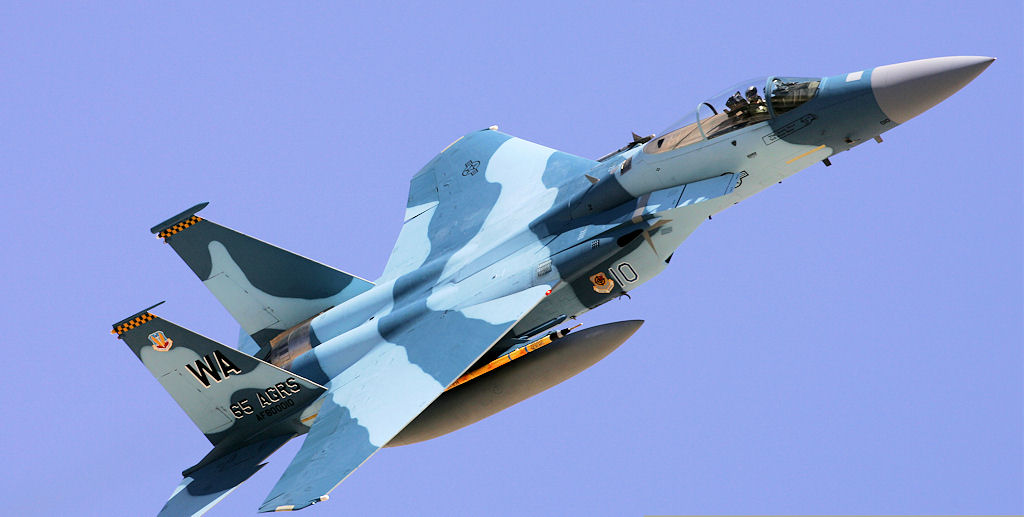
ネバダ州ネリス空軍基地第65アグレッサー飛行隊所属のF-15
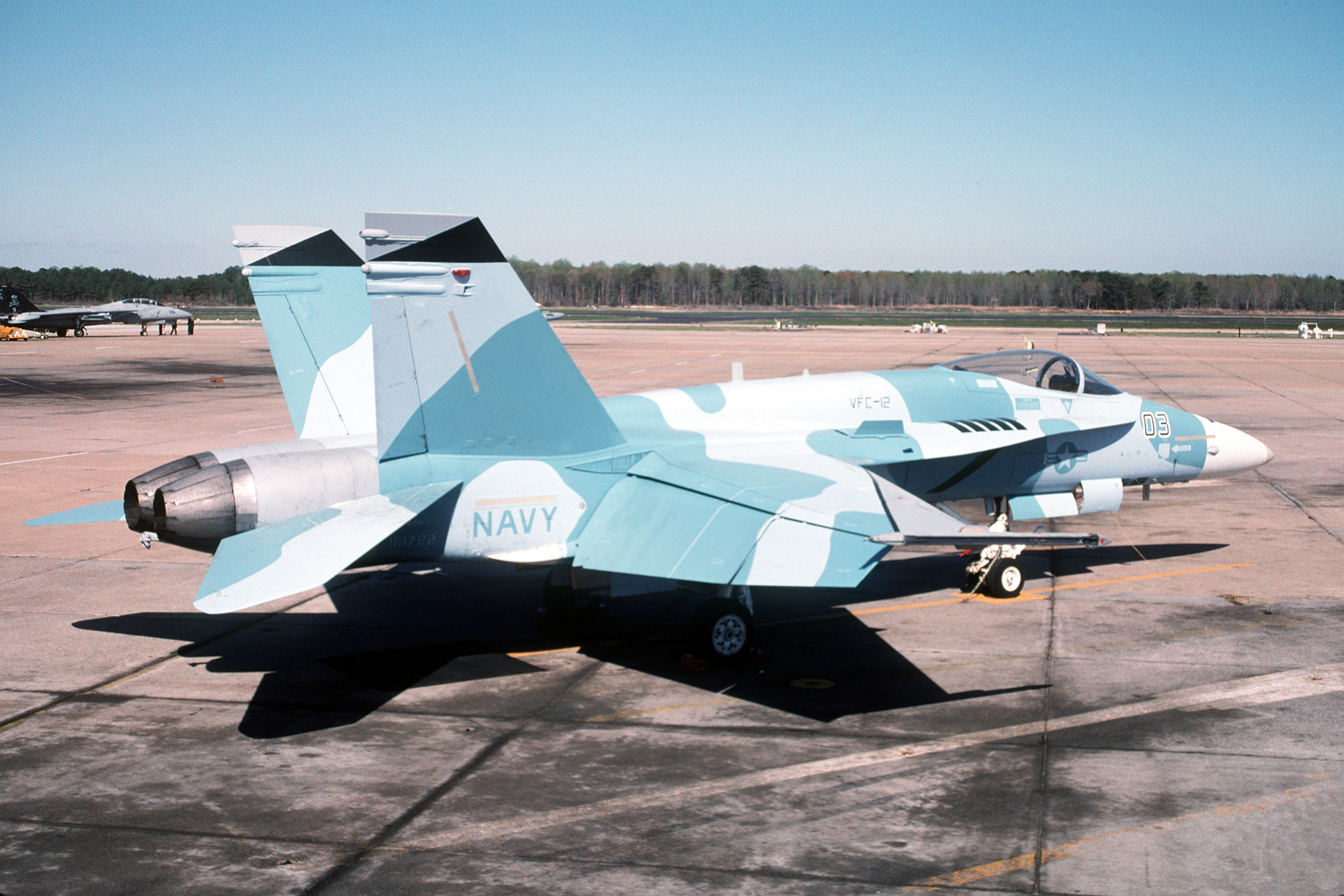
ロシアのSu-27の塗装を模倣した、F/A-18のアグレッサー機
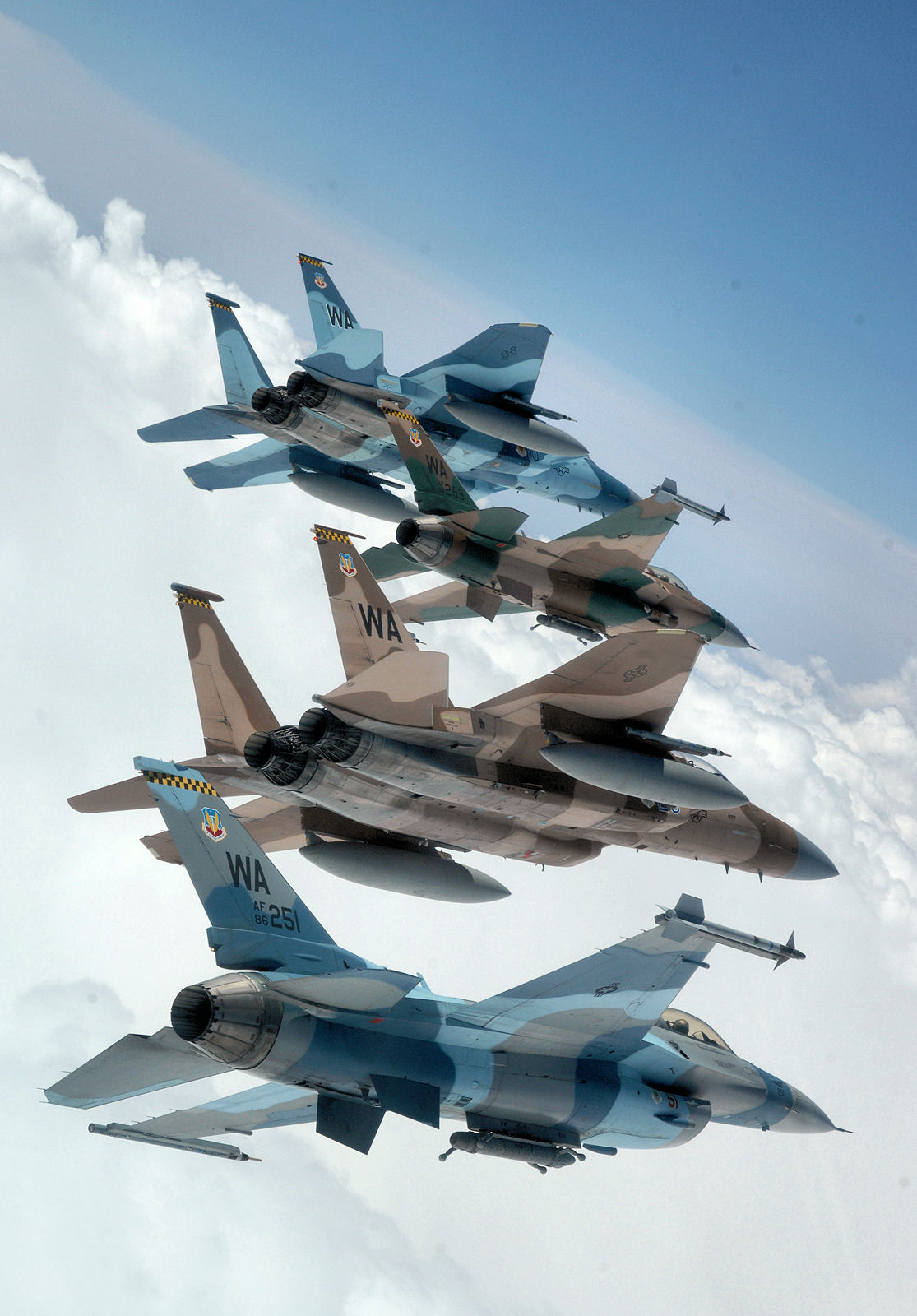
第64、第65アグレッサー飛行隊所属のF-15とF-16
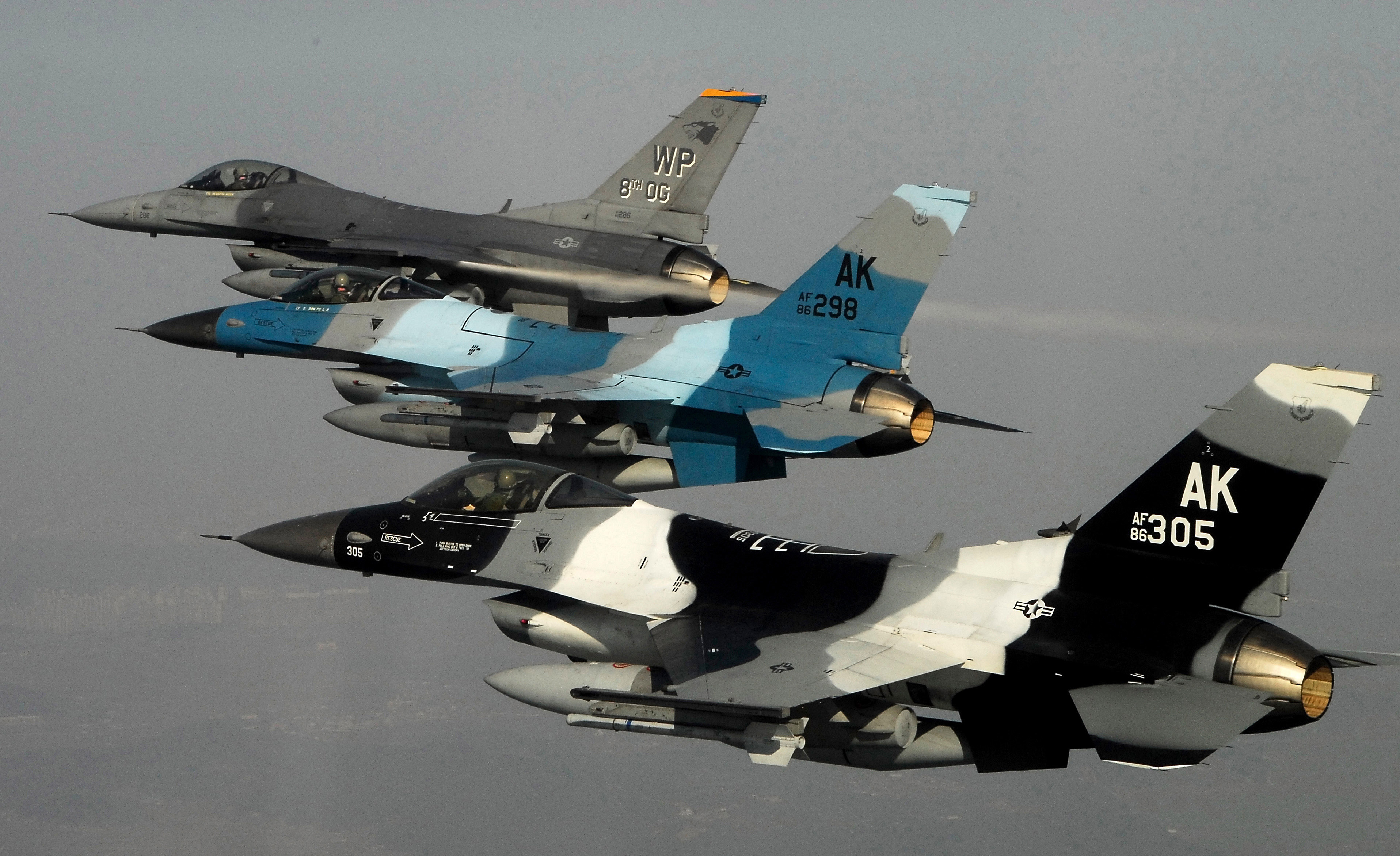
第18アグレッサー飛行隊所属機（手前2機）
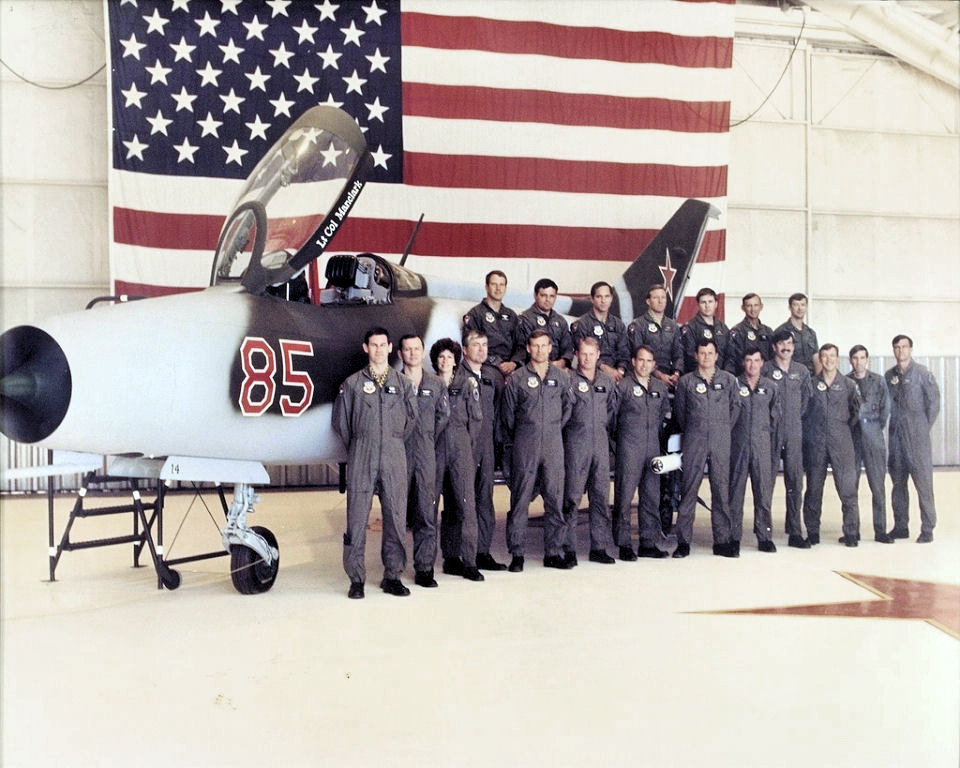
第4477試験評価飛行隊所属のMiG-21 （ロシア風塗装）
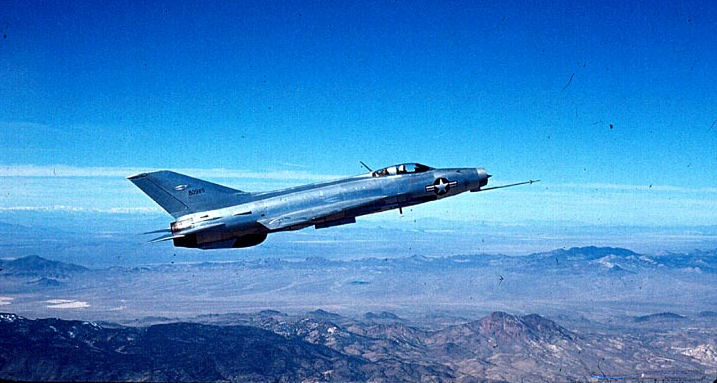
第4477試験評価飛行隊所属のMiG-21 （アメリカの国籍マークのみ）

アメリカ海軍
アメリカ海軍航空隊では、ベトナム戦争における航空戦の苦戦から、1969年のNFWS（海軍戦闘機兵器学校）“トップガン”開校を皮切りにVF-126、VF-43、VA-127などのアドバーサリー部隊を編制し、A-4をMiG-17に、空軍から借用したT-38やF-5E/FをMiG-21に見立てての仮想敵任務に従事させていた。このうちNFWSはNSWC（海軍打撃作戦センター）に吸収される形でNSAWC（海軍打撃・航空作戦センター）として再編され、同センター内のN7部門“トップガン”として現在も活動している。
また時代の変化に伴い対抗勢力の高性能化（Su-27やMiG-29など）が見られたことからF-16A/B/NやF/A-18A/B、F-14の配備も行われ、F-16AやF/A-18は現在に至るも使用されているが、VFC-111、VFC-12、VFC-13などでは現在もF-5を使用している。
アメリカ海兵隊
アメリカ海兵隊では、VMFT-401“スナイパーズ”がアドバーサリー飛行隊として編成され、ユマ海兵隊航空基地にて活動している。現在はF-5Eを装備しているが、かつてはイスラエル製のクフィル戦闘機をF-21として運用していた。
アメリカ陸軍
アメリカ陸軍には「評価試験センター」と呼ばれる一種の研究機関があり、ロシア・中国などの装備及び戦術の研究分析を主任務とする（ZSU-23-4自走対空砲、S-300地対空ミサイルなどロシア製や中国製の地上装備を限定数保有している）。それに付随する任務として、同センターに所属する装備が各部隊に派遣されて、仮想敵任務につく。この場合は地上作戦に関する部隊であり、これに付随する形でヘリコプターを中心とする航空部隊が存在する。
大半は米国製装備による代用であるが、ロシア製および中国製装備の中にMi-24、Mi-17、An-2などの航空機が存在している。
備考
なお一部で存在しているとされていた第三国を経由して入手したと思われるソビエト製戦闘機を運用した部隊も、1977年から1988年にかけて活動していたことが、関連文書の機密指定が解除されたことにより明らかになった。このような対抗勢力の航空機を入手し研究した航空機では、第二次世界大戦中の零戦などが存在する。また、最近ではモルドバ空軍で余剰となったMiG-29を大量購入したことが知られている。なお、この他にMiG-23、Su-27、J-7を少数研究用に入手しているといわれる。
近年では一部をATACやドラケン・インターナショナルなどの民間企業に委託している。

### イスラエル

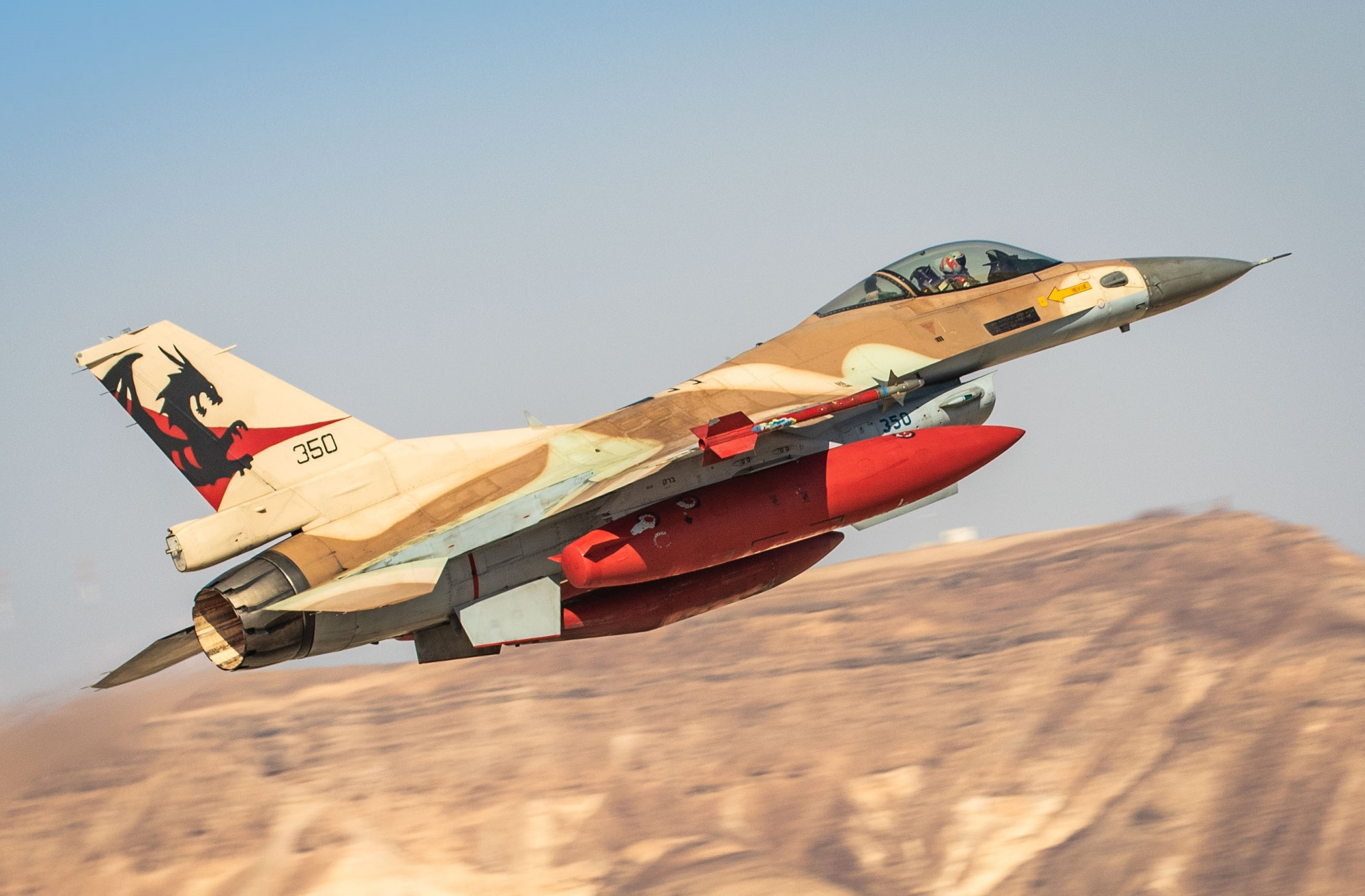
第115飛行隊のF-16C Block30 Barak

イスラエル航空宇宙軍
イスラエル航空宇宙軍では、2005年に再編成された第115飛行隊（フライング・ドラゴン・スコードロン）が、同国初の本格的なアグレッサー部隊として活動している。2010年、2011年、2013年にはイタリア空軍のトーネードIDS攻撃機、ユーロファイター タイフーン、AMX爆撃機等を装備する部隊が、イスラエルのオブダ空軍基地を訪問し、第115飛行隊との共同訓練を行っている。
2005年から2016年末までF-16A Netzを運用していたが、同機の退役に伴い2017年4月より運用機種をF-16C Block30 Barakに更新した。

### 台湾

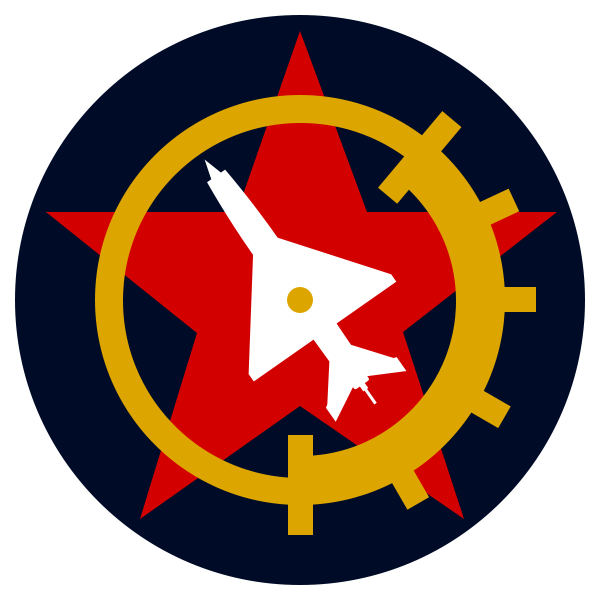
第46戦術戦闘機中隊のマーク

台湾空軍
ベトナム戦争後のアメリカ空軍のレッドフラッグ演習に端を発するアグレッサーは、在台アメリカ軍の指示により台湾に導入され、1984年に当初の台南基地第443戦術戦闘機聯隊「F-5E/F高度戦術飛行訓練授業(通称「爆撃教室，1975-1984」)」は志航基地に移転し、第737戦術戦闘機聯隊に再編成され、旧第46戦術戦闘機中隊と統合され、1988年、第46戦術戦闘機中隊は「航空機戦技訓練評価装置（ACMI）」が増設され、戦術訓練センター（TTC,Tactial Training Center）に拡張された。
第46戦術戦闘機中隊とACMI中隊構成される戦術訓練センターは、空軍戦闘機パイロットの高度戦術飛行訓練授業を担当するだけでなく、F-5E/F戦闘機を使用して中国人民解放軍空軍の戦術を模倣する任務も担っているため、第46戦術戦闘機中隊は「仮想敵中隊」とも呼ばれ、F-5E/F戦闘機には米軍の東南アジア迷彩と中国人民解放軍空軍のMiG-21のオールシルバー塗装、さらに赤い機体番号と機体尾翼の赤い星でも有名だった。
第46戦術戦闘機中隊のパイロットは、台湾空軍が選抜した戦闘機の優秀なパイロットで、高度戦術飛行訓練授業コースを修了し、教官の中には、第46戦術戦闘機中隊に所属し、教官も務めた沈一鳴元参謀総長をはじめ、アメリカ空軍兵器学校F-5E／F高度戦術飛行教官授業コースを修了するために渡米した者までおり、教官と訓練生の相互刺激と、ACMIで補われたプロのアグレッサー教官による中国人民解放軍空軍の戦法と部隊の模倣が行われた、それも第46戦術戦闘機中隊は、中国人民解放軍空軍から台湾に亡命した亡命機で何度も性能試験や空戦訓練を行っており(正義演習)、そのため、台湾空軍の質は常に最高の状態にあった。
その時台湾空軍が東アジアで唯一ACMIを導入したため、1992年8月にはシンガポール空軍のA-4S攻撃機が南シナ海を渡って台東基地にやってきて訓練を行った(星雁計画)。
時代の変化と台湾海峡両岸の航空機の更新に伴い、BVR能力を欠き、機体の老朽化も進んだF-5E/Fでは、初級仮想敵の模倣しかできず、模擬対策の有効性を十分に発揮できない。 そのため、第46戦術戦闘機中隊の任務は徐々に戦闘機前段階練習任務に戻り、アグレッサー任務は、米国ルーク基地での第21戦闘飛行隊(21st FS)高度戦術空戦授業(ATACC,Advanced Tactical Air Combat Course)コースを修了し、帰国後に追加の仮想敵訓練を受け、て編成される花蓮基地第17戦闘機作戦隊のF-16が担当するように変更された。

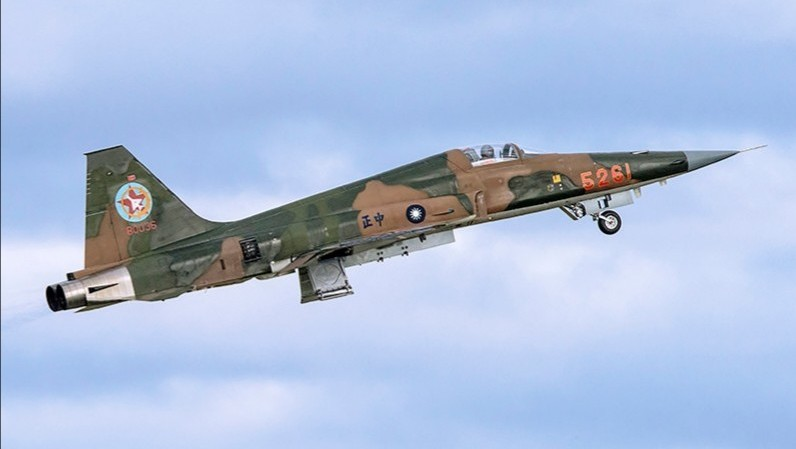
台湾空軍第46戦術戦闘機中隊の東南アジア迷彩F-5E
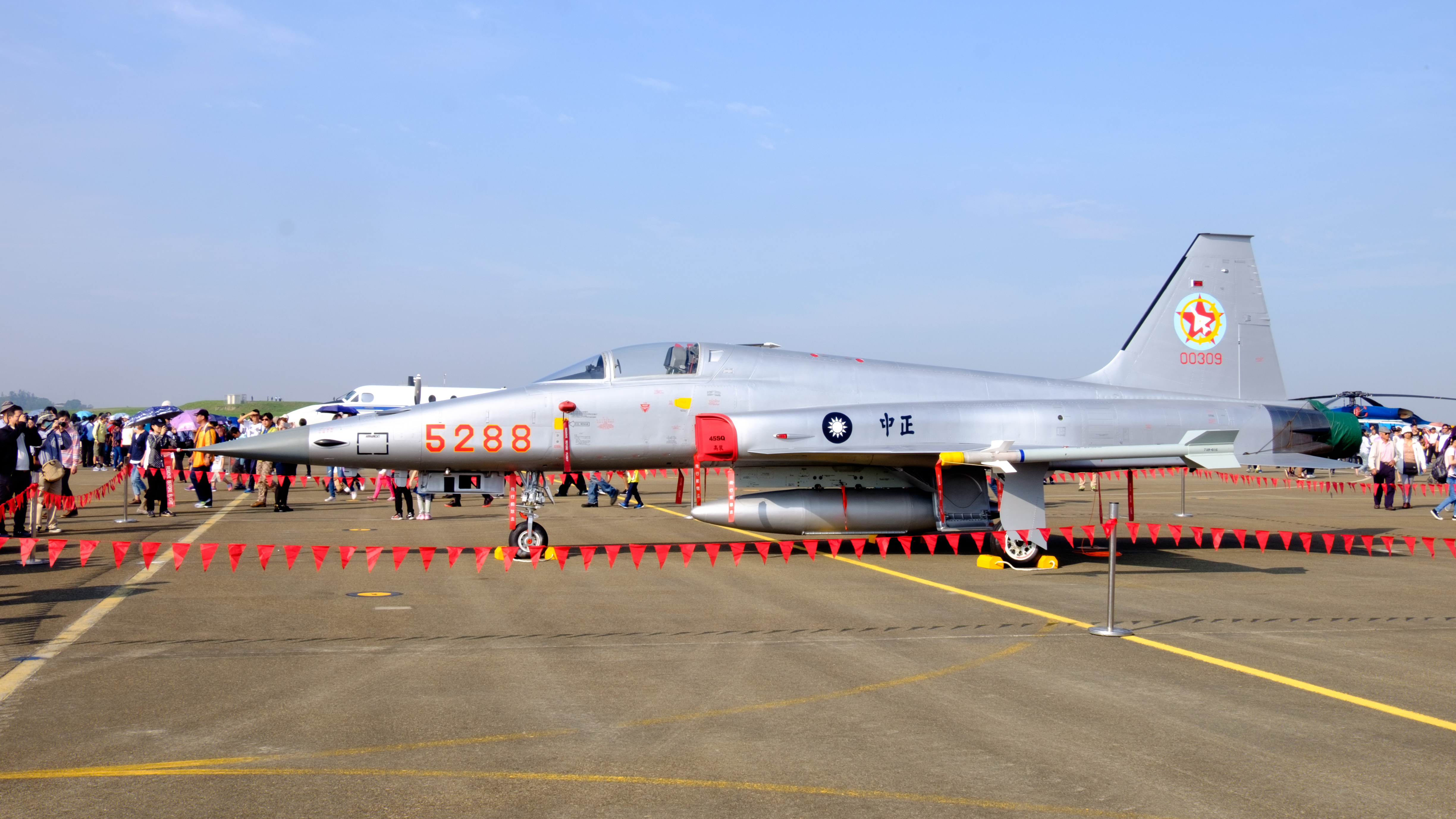
台湾空軍第46戦術戦闘機中隊のミグオールシルバー塗装F-5E
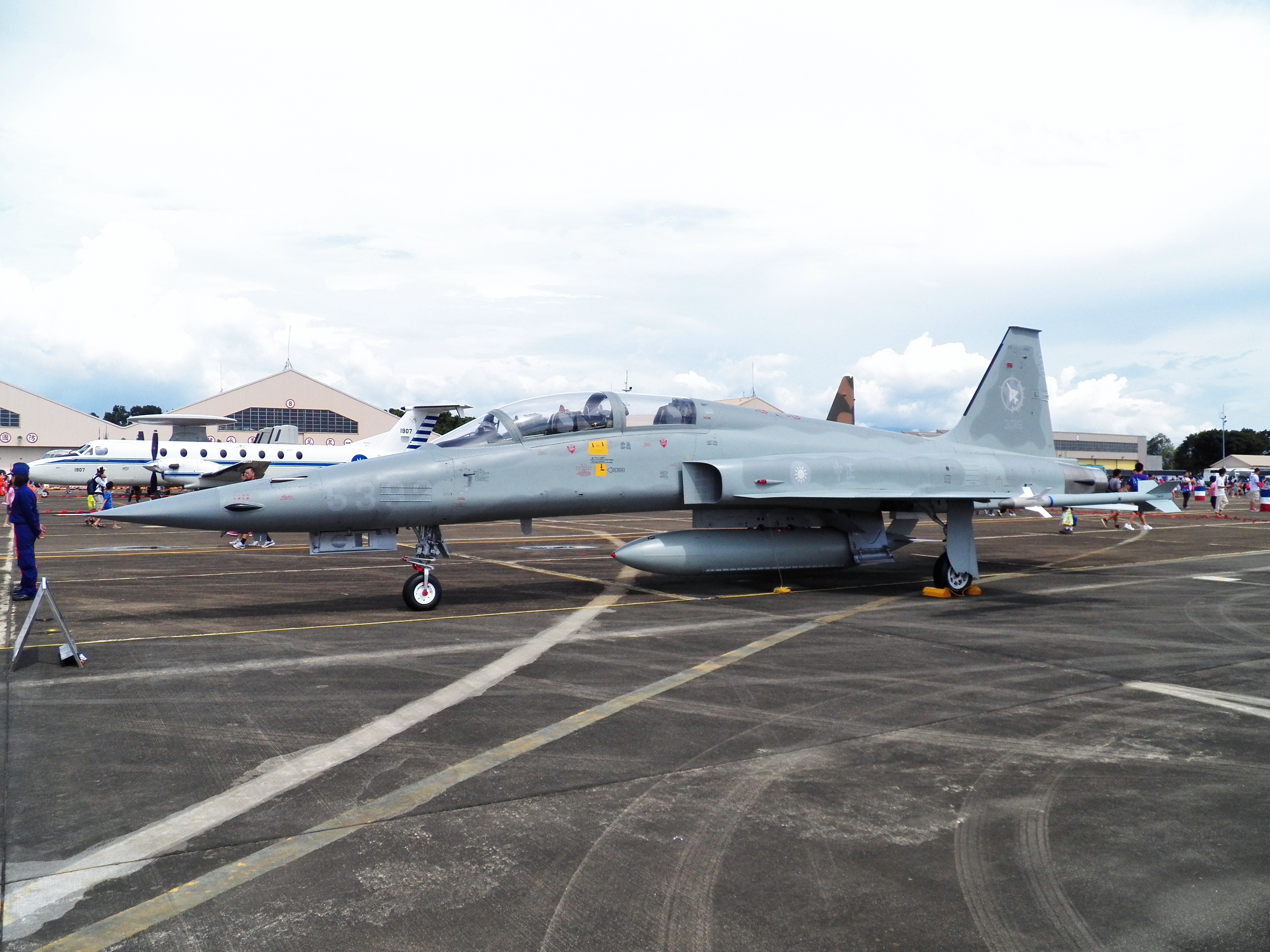
台湾空軍第46戦術戦闘機中隊のグレー塗装F-5F
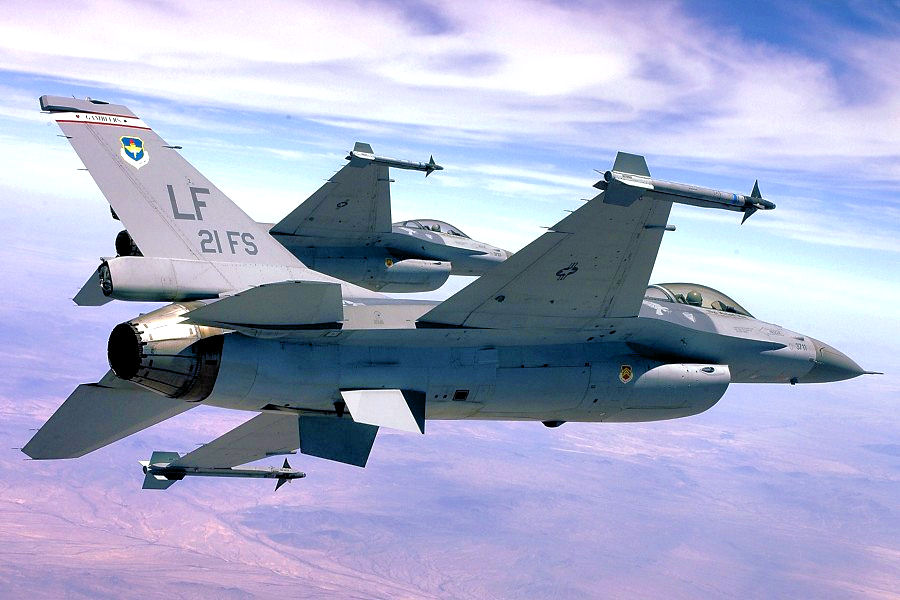
第21戦闘飛行隊のF-16 Block 20

### イギリス
イギリス空軍
イギリス空軍では、リーミング基地の第100飛行隊が標的曳航任務と共にアグレッサー任務も行っている。使用機種はホーク T.1/T.1A。

### ドイツ
ドイツ空軍
ドイツ連邦共和国では、東西ドイツ統一に伴い旧東ドイツ空軍のMiG-29を24機を編入する形で保有するに至った。西側が表立って保有する数少ない東側戦闘機であったため、この機体が配備されていた第73戦闘航空団は、（専従ではないが）アグレッサー部隊として各国との共同訓練に頻繁に参加していた（同様のことは、同じくMiG-29を保有するマレーシア空軍でも行われている）。後にポーランド空軍に一機あたり1ユーロという破格値で売却（実質的に譲渡）されている。
また、ナチス政権当時は西部戦線で撃墜したアメリカやイギリスの軍用機をレストアし、対抗戦術の開発を始めとする研究材料として扱った。

### ソ連
ソ連空軍
ソビエト社会主義共和国連邦でも、空軍でベトナム戦争、中東戦争での航空戦を教訓にアグレッサー部隊が編成されていた。
1974年、トルクメン軍管区にMiG-21bisを装備する2個飛行隊が編成された。両飛行隊には、ソ連各地から1級「狙撃手」の称号を有するパイロットが集められ、他部隊のパイロットの戦技の検閲に従事した。機体はその時期に最新のものが順次配備され、1975年秋には第2飛行隊にMiG-23Mが、1984年にはMiG-23MLDが、1987年には第1飛行隊にMiG-29が導入された。1991年秋には第2飛行隊の機種をSu-27に換装することが計画されたが、ソビエト連邦の崩壊、経済難、トルクメニスタンの独立によって実現しなかった。